# ジュリアス・A・フューアー (フリゲート)
|          | |
| 艦歴     | |
| 発注     | 1963年5月24日 |
| 起工     | 1965年7月12日 |
| 進水     | 1966年7月22日 |
| 就役     | 1967年11月11日 |
| 退役     | 1989年1月31日 |
| その後   | |
| 除籍     | 1994年2月2日 |
| 性能諸元 | |
| 排水量   | 3,426トン |
| 全長     | 414 ft |
| 全幅     | 44 ft |
| 吃水     | 14 ft 6 in (4.4 m) |
| 機関     | フォスター・ホイーラー缶 2基 ウエスチングハウス式ギアード・タービン 1基 |
| 最大速   | 27.2ノット (50.4 km/h) |
| 航続距離 | 4,000海里 (7,000 km) |
| 乗員     | 士官14名、兵員214名 |
| 兵装     | 12.7cm単装両用砲 (Mk3) 1基 ターターミサイル単装発射機 (Mk22) 1基（ミサイル搭載数16発） アスロック対潜ロケット8連装発射機 (Mk16) 1基 45.3cm連装対潜魚雷発射機1基 32.4cm3連装魚雷発射管 (Mk32) 2基 |
| 搭載機   | LAMPSヘリ1機 |
| モットー | |

ジュリアス・A・フューアー (USS Julius A. Furer, FFG-6) は、アメリカ海軍のミサイルフリゲート。ブルック級ミサイルフリゲートの6番艦。艦名はジュリアス・A・フューアー少将に因む。

## 艦歴
ジュリアス・A・フューアーは1965年7月12日にメイン州バスのバス鉄工所で起工した。1966年7月22日にジュリアス・A・フューアー夫人（フューアー少将の未亡人）によって命名、進水し、1967年11月11日に就役した。
ジュリアス・A・フューアーは1989年1月31日に退役し、1994年2月2日に除籍される。その後1994年3月28日に処分のため海事管理局へ移管された。